# Résolution 345 du Conseil de sécurité des Nations unies
Membres permanents
- Chine
- États-Unis
- France
- Royaume-Uni
- URSS

Membres non permanents
- Australie
- Autriche
- RSS de Biélorussie
- Cameroun
- Costa Rica
- Indonésie
- Iraq
- Kenya
- Mauritanie
- Pérou

Résolution no 344 Résolution no 346
La résolution 345 du Conseil de sécurité des Nations unies est adoptée à 10 voix contre zéro lors de la 1 761e séance du Conseil de sécurité des Nations unies le 17 janvier 1974, après une résolution de l'Assemblée générale, le Conseil a décidé d'élargir les langues de travail du Conseil de sécurité pour y inclure le chinois. Outre le chinois, les quatre autres langues de travail du Conseil étaient l'anglais, le français, le russe et l'espagnol.
La résolution a été adoptée sans vote.

### Sources
- (en) Cet article est partiellement ou en totalité issu de l’article de Wikipédia en anglais intitulé « United Nations Security Council Resolution 345 » (voir la liste des auteurs).

### Texte
- Résolution 345 sur fr.wikisource.org
- Résolution 345 sur en.wikisource.org